# Manuel Rivero González
Manuel Rivero González (1697-1780), conocido como «El Pintado», regidor de Ayamonte, Huelva, viajó a las Indias occidentales, donde hizo fortuna con la que, a su retorno, emprendió varias obras civiles y religiosas, como la construcción de la Casa Grande de Ayamonte, el Palomar de Huerta Noble de Isla Cristina y la restauración de la Torre de la Parroquia de las Angustias, hacia mediados del siglo XVII.

## Biografía

### Orígenes y primeros años
Nacido en Ayamonte, Manuel Rivero crece en el seno de una modesta familia muy vinculada al comercio americano y al mar. Fue el tercero de un total de tres hermanos, José y Cristóbal eran los mayores. Su padre, Cristóbal, inició el estilo de vida que llevarían sus tres hijos, y fue así como Rivero se inició en la práctica comercial que constituyó el eje central de todas sus actividades, demostrando ya desde adolescente un talento natural más que notable. Viajó a las Indias hasta en seis ocasiones, la primera en 1710, a Puebla de los Ángeles (México) con tan solo 13 años, probablemente acompañando a sus hermanos mayores, mientras que la última sería en 1736.
En 1719 contrajo matrimonio con Juana Inocencio Díaz Cordero, con sus mismos orígenes, en la que Rivero encontró una valiosa colaboradora. El matrimonio fue fructífero en descendencia; 4 hijos y 2 hijas: Cristóbal, José Antonio, Manuel, Juan Jerónimo, Teresa y Micaela. En 1720 se matricula como Cargador de Indias lo que le supuso el inicio de una brillante carrera comercial que culminó con la fundación de un Mayorazgo y el reconocimiento de Hidalguía que persiguió durante toda su vida.
De extraordinaria capacidad emprendedora, fundó su primera Compañía en 1740, asociándose con dos comerciantes ingleses; Butler y Wadding, para resolver la carencia de medios propios. Esta relación traspasaría el ámbito comercial y la relación personal perduró más allá de la asociación comercial, llegando incluso Butler a conectar a Rivero con los aristócratas más cercanos al rey. Mantuvo, así, intensas relaciones comerciales y personales con ingleses que controlaban el comercio marítimo gaditano, así como con mercaderes franceses establecidos en Cádiz, de quienes muy probablemente adquiriese su formación mercantil.

### Desarrollo como empresario
En 1742 fundó una segunda Compañía con su hermano Cristóbal, una tercera con sus hijos en 1749, y así hasta sumar las siete sociedades que formó Manuel Rivero, cuatro de ellas con sus hijos. Rivero, se aseguró de mantener sus prácticas mercantiles dentro de la legalidad, si bien no dudó en solicitar cargos políticos o militares, para beneficiarse de protección jurídica, promocionarse socialmente u obtener beneficios económicos, siempre dentro de la ley. En 1742 recibe el nombramiento de Teniente Corregidor y Justicia Mayor de la ciudad de Ayamonte y en 1746 consigue el nombramiento de Alcaide del Castillo de Ayamonte.
Estricto y autoritario con sus hijos, no dudó en dirigir sus vidas conforme convenía a los negocios familiares, lo que le ocasionó no pocos conflictos con sus vástagos, llegando incluso su hijo Manuel, a desvincularse de la Compañía familiar y provocar su quiebra.
Las inversiones de Rivero, no se circunscribieron solo al comercio con las Indias. Forman parte de su legado numerosas construcciones y obras de arte, muchas de las cuales han llegado a nuestros días. Entre ellas, destacan, La Casa Grande (su residencia), La Casa de Jesús, La Casa de la Laguna (actual ayuntamiento de Ayamonte), Los Almacenes del Caño del Trocadero, el Molino de San José (o del Pintado), la Huerta del Carmen, el Palomar de la Huerta del Carmen (con 70.000 nidos de palomas), La Cerca de San Miguel, etc, en Ayamonte y sus alrededores. La mayoría de estas construcciones se atribuyen al conocido arquitecto gaditano Pedro Luis Afanador y al constructor ayamontino Escamilla.

### El mecenas y su legado en elsigloXXI

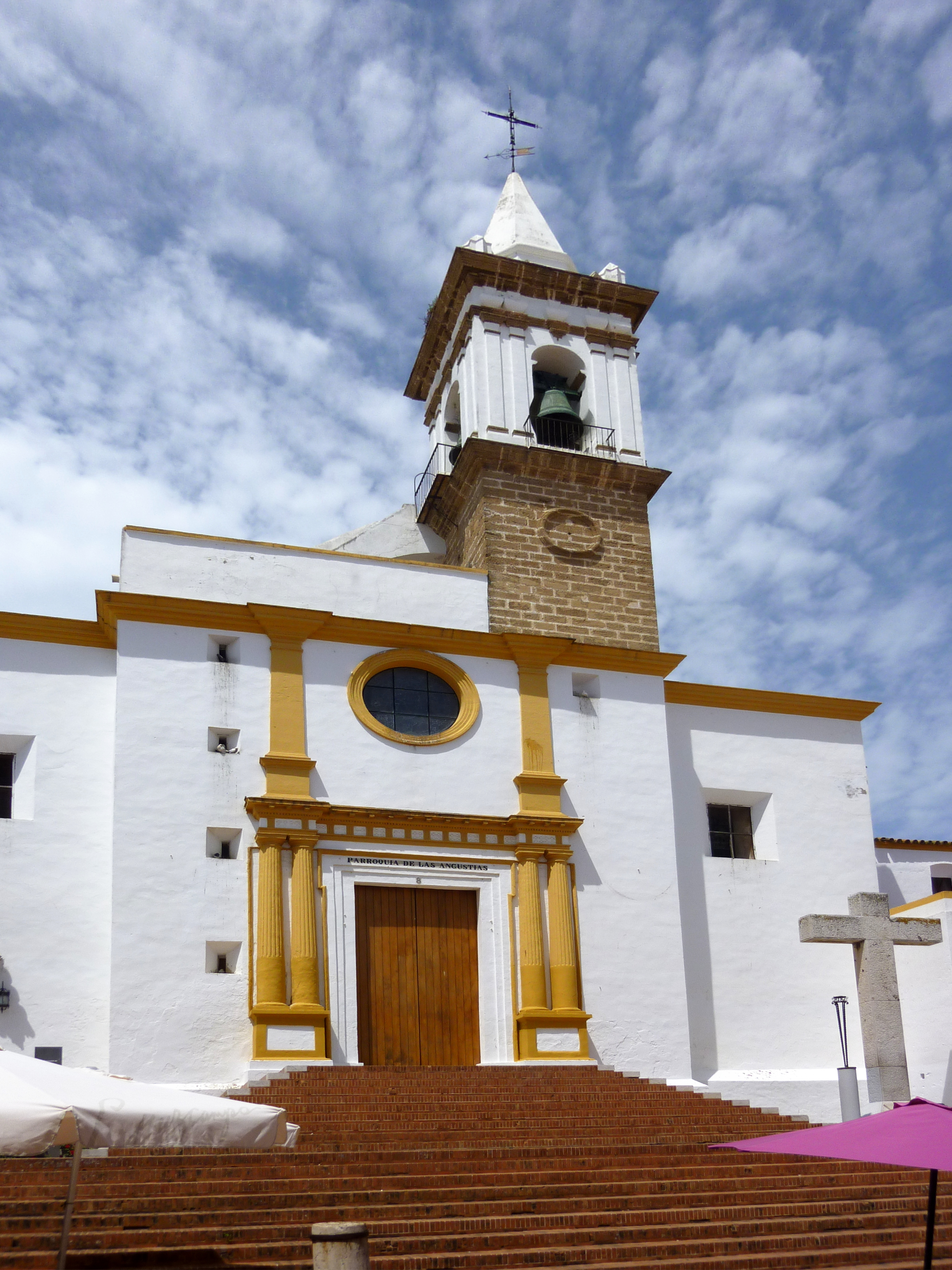
Tras el terremoto de Lisboa de 1775, Manuel Rivero González costeó la construcción de la torre de la Parroquia de las Angustias, así como su retablo.

Hombre de firmes convicciones religiosas, invirtió sumas importantes en obras de arte de corte sacro. Instaló en sus casas oratorios e imágenes de sus devociones y financió la construcción y rehabilitación de iglesias en su Ayamonte natal. Así en la Iglesia del Salvador fue promotor del Retablo Mayor, Retablo de San Pedro, Retablo de Ntra. Señora del Carmen, los de Ntra. Señora de los Dolores y del Santo Cristo así como la Capilla funerario y sus tres retablos. En Ayamonte también patrocinó la torre campanario de la Iglesia de las Angustias, y en esta misma iglesia el Enterramiento y Camarín de la Patrona, la Visión de Santa Teresa y el Retablo de San Juan Nepomuceno y San Antonio. El convento de San Francisco y la ermita de San Antonio también disfrutaron de su mecenazgo.
Esta devoción y su fe ciega en la Providencia, y su predilección por la orden franciscana, no libró a Manuel Rivero ni a su familia de conflictos con el clero local a quienes Rivero llegó a referirse en los siguientes términos: 

Negocios de Ayamonte, … frailes y monjas, … dios me libre de ellos, tienen la conciencia de un Caín, …

Como agricultor reformista e ilustrado, Rivero convirtió en fértiles huertas terrenos antes estériles y baldíos. Es el caso de la Huerta del Carmen en la que, entre otros cultivos, hace plantar 5.000 olivos (era la primera vez que se plantaba olivo en 20 leguas a la redonda) convirtiéndose en el principal productor de aceite de la comarca. Rivero suele realizar concentraciones de parcelas que dan lugar a fincas que organiza y explota con su habitual destreza comercial.
Rivero, a pesar de ser hombre ambicioso, destacó también por su humanidad prestando su ayuda tanto a conciudadanos como al clero empobrecido. Destacable la ayuda que presto a los franceses llegados a Lagos tras un descalabrado enfrentamiento con los ingleses. En esta ocasión Rivero encarga a su mujer que flete faluchas con destino a Lagos, cargados de víveres sin que se escatime en nada, ordenando que sean conducidos a su casa de Ayamonte no solo el almirante sino los oficiales y marineros, insistiendo a Juana que se agasaje con más cariño a los más pobres. Durante toda su vida se mantuvo muy conectado con la Cofradía de marineros de Ayamonte, Hermandad a la que hacía frecuentes donativos.
Los rudimentarios trazos de las pocas notas escritas por Rivero y la torpe caligrafía de sus firmas, junto con el hecho de que sus cartas fuesen escritas por los secretarios que tuvo a su servicio, inducen a pensar que su formación inicial fue muy básica, lo que suplió una más que notabilísima inteligencia natural.
Rivero vivió entre Cádiz y su Ayamonte natal y representa en Andalucía a una clase social emergente, una alta burguesía con aspiraciones nobiliarias, surgida de entre los comerciantes andaluces del siglo XVIII.
Su tumba se encuentra bajo el altar de la Parroquia de las Angustias de Ayamonte.